# رنارد آر-۳۱
رنارد آر-۳۱ (به انگلیسی: Renard_R.31) یک هواگرد ملخ‌پیشین تک‌موتوره از نوع شناسایی ساخت شرکت Renard است. هواگرد رنارد آر-۳۱ نخستین پروازش را در ۱۹۳۲ میلادی انجام داد. این هواگرد در سال ۱۹۳۵ میلادی رسماً معرفی گردید. در مجموع، تعداد ۳۴ فروند از این هواگرد ساخته شده‌است.